# Theretra proxima
Theretra proxima är en fjärilsart som beskrevs av Jules Leon Austaut 1892. Theretra proxima ingår i släktet Theretra och familjen svärmare. Inga underarter finns listade i Catalogue of Life.